# G. W. Bailey

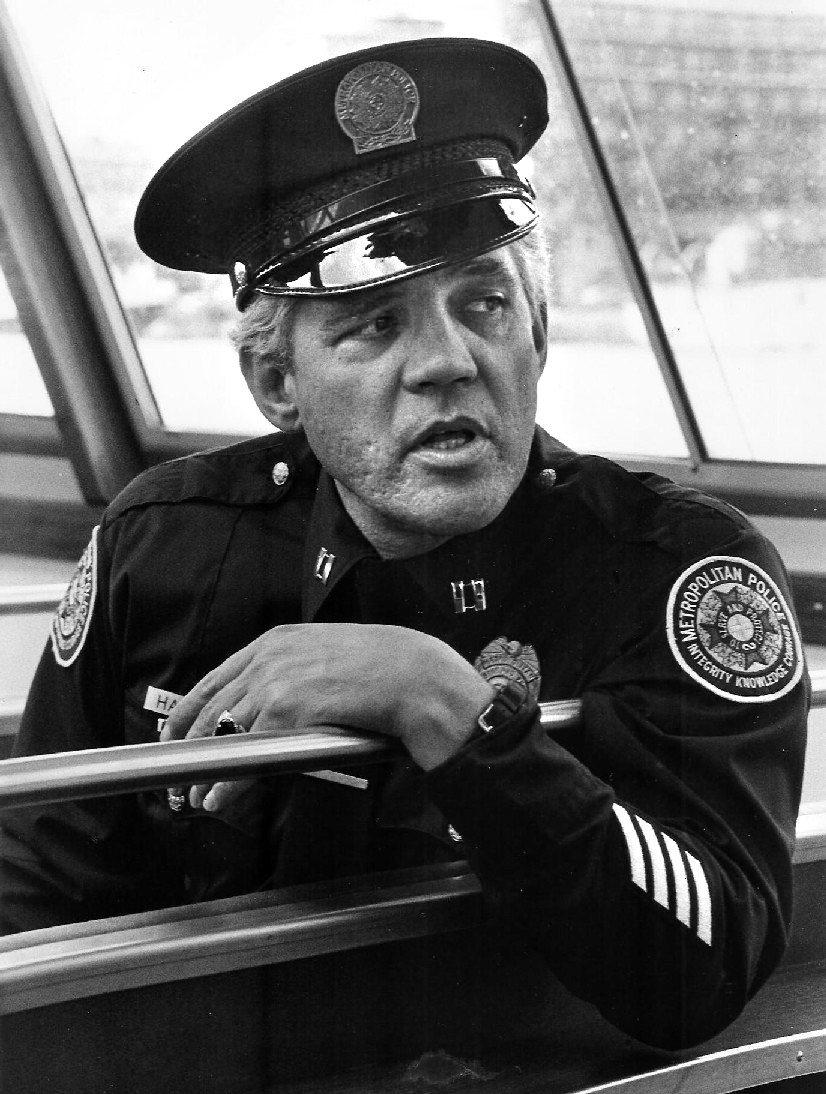
G. W. Bailey in seiner Uniform von Police Academy

George William Bailey (* 27. August 1944 in Port Arthur, Texas) ist ein US-amerikanischer Schauspieler.
Bekannt wurde er durch seine Rollen als Staff Sergeant Luther Rizzo in der Fernsehserie M*A*S*H (1972–1983) und als Captain Thaddeus Harris in der Filmreihe Police Academy (1984). Von 2005 bis 2012 spielte er Detective Lieutenant Provenza in der Serie The Closer des US-amerikanischen Fernsehsenders TNT, von 2012 bis 2018 verkörperte er dieselbe Rolle im Ableger Major Crimes.

## Biografie
Bailey ging zusammen mit Janis Joplin auf die Thomas Jefferson High School in Port Arthur. Danach fing er an der Lamar University in Beaumont (Texas) an zu studieren, wechselte aber an die Texas Tech University in Lubbock, Texas. Er verließ das College Mitte der 1960er Jahre und arbeitete an lokalen Theatern, bevor er dann in den 1970er Jahren nach Kalifornien ging, um einige kleinere Rollen in Fernsehserien dieser Zeit – wie Starsky & Hutch und Drei Engel für Charlie – zu spielen.
Sein Filmdebüt gab er in A Force of One (1979), einem Chuck-Norris-Film. Danach bekam er die Rolle als Rizzo in der Fernsehserie M*A*S*H.
In den 1980er und 1990er Jahren spielte G. W. Bailey mit Steve Guttenberg in den Police-Academy-Filmen insgesamt fünfmal den „bösen“ Polizisten Thaddeus Harris, wodurch er auch bei der Generation, die nach M*A*S*H aufwuchs, recht große Bekanntheit hatte.
1993 kehrte er an das College zurück und besuchte die Texas State University San Marcos in San Marcos und schloss das Studium 1994 als Bachelor of Fine Arts, Theatre ab. Für das Schuljahr 1999/2000 hatte er den Titel Artist-in-Residence.
Am 2. April 1966 heiratete er Eleanor June Goosby. Aus der zwischenzeitlich geschiedenen Ehe gingen zwei Kinder hervor.
Seit 2001 ist Bailey Direktor der Sunshine Kids Foundation, die regelmäßig Reisen und andere Freizeitaktivitäten für krebskranke Kinder organisiert. Er engagiert sich für diese Organisation, seit er von seiner Patentochter, die an Leukämie litt, auf diese aufmerksam gemacht wurde.

## Filmografie (Auswahl)

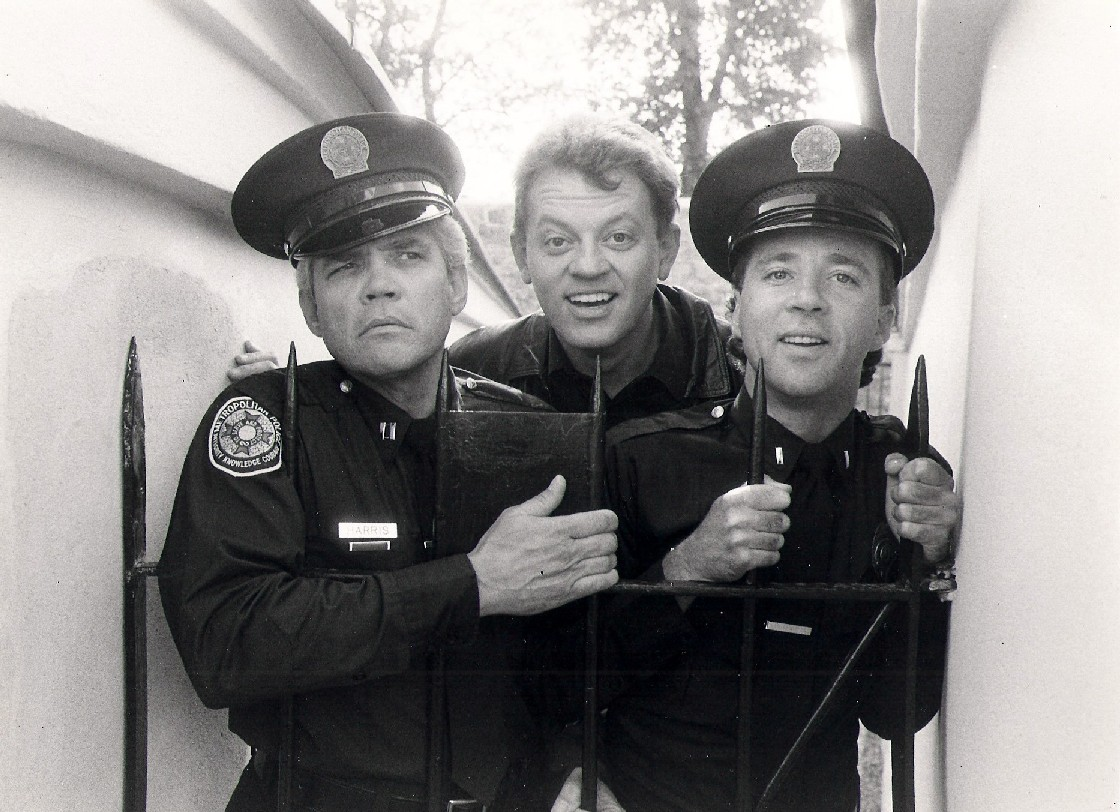
Von links nach rechts: G. W. Bailey, David Graf und Lance Kinsey

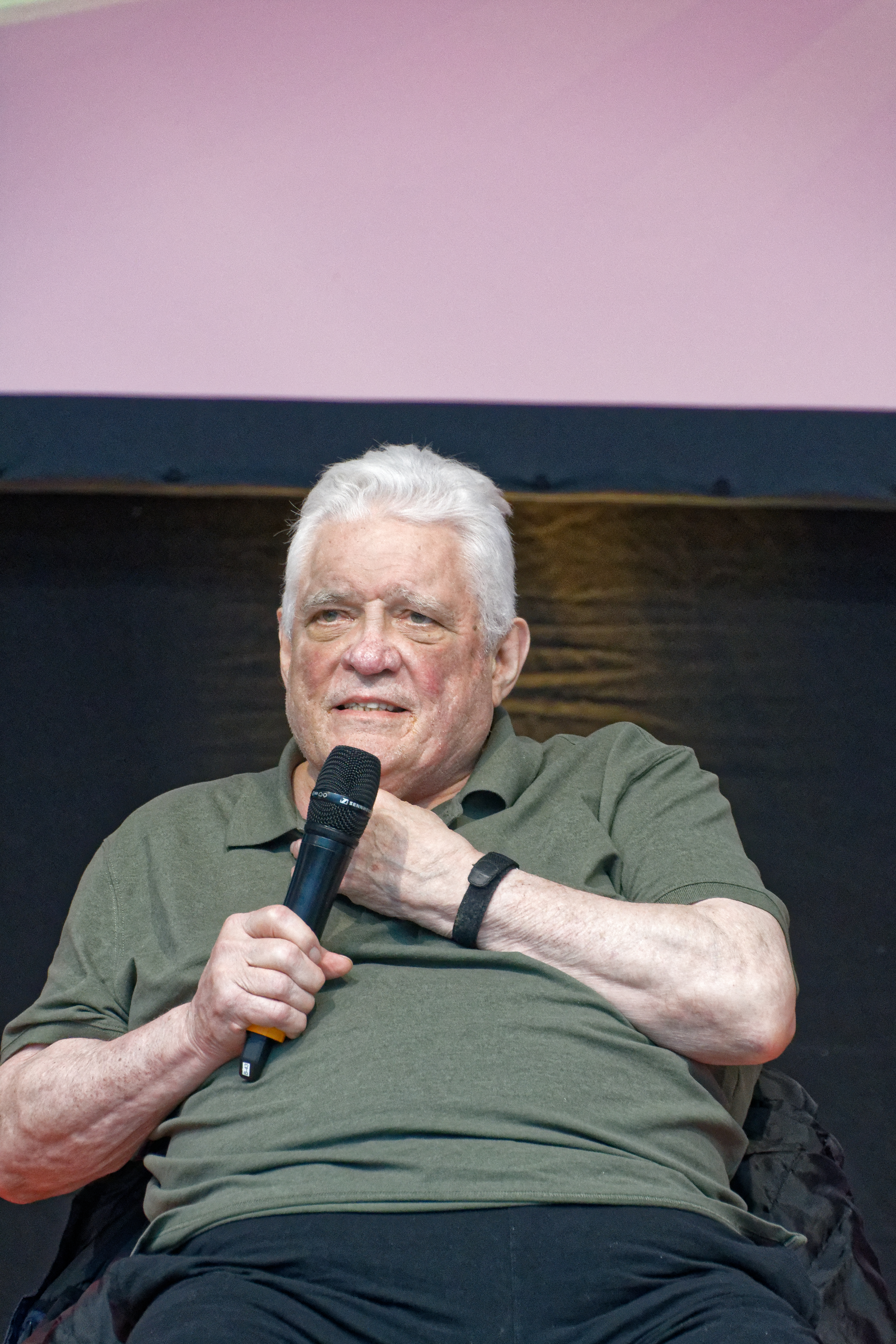
G. W. Bailey auf der ComicCon 2023 in Stuttgart

- 1976: Drei Engel für Charlie (Charlie’s Angels, Fernsehserie, Folge 1x10 Consenting Adults)
- 1976–1978: Starsky & Hutch (Starsky and Hutch, Fernsehserie, zwei Folgen)
- 1979: CHiPs (Fernsehserie, Folge 1x14 Rustling)
- 1979: Der Bulldozer (A Force of One)
- 1979: Soap – Trautes Heim (Soap, Fernsehserie, Folge 2x14)
- 1979–1983: M*A*S*H (Fernsehserie, 14 Folgen)
- 1981: Murder in Texas (Fernsehfilm)
- 1984: Police Academy – Dümmer als die Polizei erlaubt (Police Academy)
- 1984: Runaway – Spinnen des Todes (Runaway)
- 1984–1985: Simon & Simon (Fernsehserie, zwei Folgen)
- 1984: Remington Steele (Fernsehserie, eine Folge)
- 1984: Rhapsodie in Blei (Rustlers' Rhapsody)
- 1985: Warnzeichen Gen-Killer (Warning Sign)
- 1986: Nummer 5 lebt! (Short Circuit)
- 1987: Mord auf Bestellung (Downpayment on Murder) (Fernsehfilm)
- 1987: Mannequin
- 1987: Die diebische Elster (Burglar)
- 1987: Police Academy 4 – Und jetzt geht’s rund (Police Academy 4: Citizens on Patrol)
- 1987: Mord ist ihr Hobby – Das Geheimnis des gedemütigten Liebhabers
- 1988: Feuersturm und Asche (War and Remembrance, Miniserie, 4 Folgen)
- 1988: Police Academy 5 – Auftrag Miami Beach (Police Academy 5: Assignment: Miami Beach)
- 1989: Police Academy 6 – Widerstand zwecklos (Police Academy 6: City Under Siege)
- 1993: Dead Before Dawn (Fernsehfilm)
- 1994: Police Academy 7 – Mission in Moskau (Police Academy: Mission to Moscow)
- 1997: Die Bibel – Salomon (Solomon, Fernsehfilm)
- 1999: Die Bibel – Jesus (Jesus, Fernsehfilm)
- 2000: Die Bibel – Paulus (Paulus, Fernsehfilm)
- 2002: Scorcher
- 2004: Die Kühe sind los (Home on the Range, Stimme)
- 2005–2012: The Closer (Fernsehserie, 109 Folgen)
- 2006: Nip/Tuck (Fernsehserie, eine Folge (3.13))
- 2007: Cake: A Wedding Story
- 2012–2018: Major Crimes (Fernsehserie, 105 Folgen)